# (37518) 2410 T-3
2410 T-3 (asteroide 37518) é um asteroide da cintura principal. Possui uma excentricidade de 0.07844630 e uma inclinação de 5.45953º.
Este asteroide foi descoberto no dia 16 de outubro de 1977 por Cornelis Johannes van Houten e Ingrid van Houten-Groeneveld e Tom Gehrels em Palomar.